# Alegerea lui Hobson
Alegerea lui Hobson (1995) (titlu original The Terminal Experiment) este un roman științifico-fantastic al scriitorului canadian Robert J. Sawyer. Cartea a primit premiul Nebula pentru cel mai bun roman și a fost nominalizat la premiul Hugo pentru cel mai bun roman în 1996.
Povestea a apărut inițial sub formă de foileton în revista Analog, între decembrie 1994 și martie 1995, sub titlul Hobson's Choice, înainte de apariția cărții, care a avut loc în luna mai a anului 1995.

## Intriga
Dr. Peter Hobson, un savant din Ottawa, inventează un EEG foarte performant capabil să detecteze un tipar al minții care părăsește corpul după moarte, tipar despre care mulți cred că reprezintă sufletul.
Pentru a-și testa teoriile referitoare la nemurire și la viața de după moarte, Hobson apelează la prietenul său, Sarkar Muhammed. Împreună, ei creează trei clone electronice ale personalității lui Hobson. Pentru Spirit, clona care simulează sufletul nemuritor al lui Hobson într-un habitat artificial, nimic nu pare să conteze pe termen scurt. Pentru Ambrotos, clona căreia i s-au eliminat din gândire necesitățile fiziologice, viața merită trăită oricum, dar în mod diferit de cel obișnuit. În sfârșit, pentru cea de-a treia, păstrată aproape identică originalului pentru a servi drept "martor" al evenimentului, alegerea acțiunilor se dovedește a fi cea mai grea.
În acest timp, căsnicia lui Peter se află pe marginea prăpastiei. El află că soția lui, Cathy, l-a înșelat cu un coleg de serviciu și, în izolarea autoimpusă pentru a-și linge rănile, Peter începe să se confeseze tot mai mult clonelor sale. Dar, când oamenii pe care are pică Hobson încep să moară, el și Sarkar caută să afle cine e răspunzător. Însă cele trei personalități evadează de pe calculatorul lui Sarkar și se refugiază într-o matrice electronică mondială.  

## Principiul alegerii lui Hobson
O alegere a lui Hobson reprezintă o opțiune exprimată aparent liber, dar care, de fapt, nu constituie o opțiune. Sintagma provine de la proprietarul de cai Thomas Hobson (1544–1631), care își punea clienții să aleagă între cel mai apropiat cal de ușa grajdului și niciun cal.
În carte, alegerea lui Hobson reprezintă un joc de cuvinte care implică numele personajului principal, Peter Hobson, și descrie alegerea între prelungirea vieții și viața de apoi la care oricum se va ajunge în cele din urmă.

## Teme și aluzii
Tema de bază a cărții o constituie problematica existenței sufletului și a vieții de după moarte. Din ea derivă o serie de dileme etice, cum sunt stabilirea momentului în care sufletul intră în corp, când devine embrionul o ființă umană și, implicit, începând din ce stadiu poate fi considerat avortul o crimă, precum și întrebarea dacă animalele au suflet.
În carte se fac o serie de referiri la serialul Star Trek, un lucru des întâlnit și în alte opere ale lui Sawyer. Pe tot parcursul cărții apar obișnuitele "news alert" pe care le oferă la ora actuală organizațiile. Deși cartea a fost publicată în 1995, acțiunea ei se petrece în 2011 și una dintre aceste "news alert" se referă la o declarație pe care Papa Benedict al XVI-lea ar face-o în acel an.